# 4399 Ashizuri
4399 Ashizuri è un asteroide della fascia principale. Scoperto nel 1984, presenta un'orbita caratterizzata da un semiasse maggiore pari a 2,5745170 UA e da un'eccentricità di 0,1734857, inclinata di 12,10104° rispetto all'eclittica.